# Sparsh Srivastav
Sparsh Srivastav (1999.) indijski je glumac i plesač, rođen u Radžastanu.

## Filmografija
- Fear Files: Darr Ki Sachchi Tasveerein
- Mala nevjesta – Kundan[1]
- Shake It Up — Neel
- Sher-E-Punjab: Maharaja Ranjit Singh — Rajkumar Gulab Singh
- Apharan
- Black Coffee — Arjun
- Natkhat
- Collar Bomb
- Jamtara: Sabka Number Ayega
- Laapataa Ladies